# Спортінг Клубе Петролеуш ду Біє
Спортінг Клубе Петролеуш ду Біє або просто Спортінг ду Біє (Куїто) (порт. Sporting Clube Petróleos do Bié) — професіональний ангольський футбольний клуб з міста Куїто, провінція Біє. Футбольна команда клубу виступає в Гіра Анголі та Гіраболі.
Клуб проводить домашні матчі проводить у Куїто на своєму стадіоні «Ештадіуш душ Еукаліптуш», який може вмістити 16 000 глядачів або на міському «Ештадіу Муніципал», який може вмістити 9000 глядачів.
Головним спонсором команди є державна нафтова компанія «Sonangol».

## Історія клубу
Команду було засновано 3 травня 1915 року як закордонний відділ португальського клубу «Спортінг» під номером «88». Після здобуття незалежності Анголою в 1975 році клуб пройшов через кризу, яка була пов'язана зі
втечею португальських поселенців та порушеннями прав людини та розрухою в період Громадянської війни (1975—2002). Таким чином, деякий час після перерви, він не використовував символіку Спортінга, і ,отже, не вважався філією вище вказаного клубу. Було навіть змінену назву клубу в середині 1980-х років на «Уніау Спорт ду Біє», а потім на «Уніау Петру ду Біє». З початку 1990-х років, команда знову носить початкову назву, але без старої зелено-білої емблеми клубу Спортінг. В 2004 році «Спортінг ду Біє» було ще тимчасово перейменовано на «Атлетіку Петролеуш ду Біє».
«Спортінг ду Біє» особливо постраждав в 1990-х роках, коли було зруйновано спортивні споруди клубу, а тому після закінчення Громадянської війни в 2002 році потребував масштабного відновлення. Так було частково реконструйовано клубний стадіон «Ештадіу душ Еукаліптуш», а в 2008 році — спортивний комплекс на «Авеніда Сагранса Есперанса» (проспекті Святого Есперанса) спеціальний Клуб засідань та багатофункціональний спортивний зал (Pavilhão Gimnodesportivo), де знаходяться закриті спортивні секції.
В 2012 році «Спортінг ду Біє» повернув назад емблему лева та зелено-білі смуги.

## Досягнення
Тривалий час клуб не може виграти ніякого змагання в країні. Отже, найбільшим успіхом клубу можна вважати участь в чотирьох сезонах (1987, 2000, 2002 та 2005) найвищої ангольської ліги Гірабола. Він повернувся останнього разу до вищого дивізіону в 2005 році та зайняв в ньому останнє 14-те місце, тому цього разу напряму вилетів назад до другого дивізіону, Гіра Анголи. Зараз клуб грає в Серії C (станом на 2014 рік).

## Статистика виступів у національних чемпіонатах
| 2000 ГБ | 2001 ГА c | 2002 ГБ | 2003 ГА c | 2004 ГА c | 2005 ГБ | 2013 ГА c |
|         | 1м        |         |           | 1м        |         |           |
|         |           |         | 2         |           |         |           |
|         |           |         |           |           |         |           |
|         |           |         |           |           |         |           |
|         |           |         |           |           |         |           |
|         |           |         |           |           |         |           |
|         |           |         |           |           |         |           |
|         |           |         |           |           |         | 8         |
|         |           |         |           |           |         |           |
|         |           |         |           |           |         |           |
|         |           |         |           |           |         |           |
|         |           |         |           |           |         |           |
|         |           | 13      |           |           |         |           |
| 14      |           |         |           |           | 14      |           |

Примітки:1м = Вихід до Гіраболи, ГБ = Гіраболи, ГА = Гіра Ангола 
    Рейтинг червоного кольору означає, що клуб вилетів з турніру 
   Рейтинг пурпурового кольору означає, що клуб підвищився у класі та вилетів з турніру одного й того ж сезону

## Види спорту, які розвиває клуб
В клубі займаються наступними видами спорту:
- Футбол;
- Баскетбол;
- Гандбол;
- Легка атлетика;
- Волейбол;
- Художня гімнастика;
- Хокей на роликах.

У більшості випадках працюють як чоловічі, так і жіночі команди. Перша жіноча баскетбольна команда клубу грає у вищій ангольській Баскетбольній Лізі (станом на 2014 рік).

## Відомі тренери
| Жайме Чималанга       | (1987) |   |                 |
| Албану Сезар          | (1999) |   |                 |
| Жоау Пінтар да Сильва | (2001) |   |                 |
| Арналдо Гамонал       | (2001) |   |                 |
| Кідуму Педру          | (2001) | – | (березень 2002) |
| Жоау Пінтар да Сильва | (2004) | – | (2005)          |
| Валдемар Сердейра     | (2009) | – | (2010)          |
| Жоау Пінтар да Сильва | (2014) |   |                 |